# Rüdinghausen
Rüdinghausen ist einer von sieben Stadtteilen von Witten im Ruhrgebiet.

## Geschichte

### Anfänge
Rüdinghausen entstand als so genannte Rodungssiedlung. Wann mit den Rodungen und der Ansiedlung erster Bauernhöfe begonnen wurde, lässt sich nicht festlegen; die Heimatforschung geht vom 11. oder spätestens 12. Jahrhundert aus. Vermutlich wurden die ersten Rüdinghauser Bauern der Bauerschaft des benachbarten Persebecks zugeordnet.

### 13. Jahrhundert
1200 beauftragte Erzbischof Adolf von Köln einen Kaplan aus Dortmund mit der Betreuung der Gemeinde. 1268 wird Rüdinghausen als „Rudinchusen“ erstmals urkundlich erwähnt. An einem Hang des Ardeygebirges entstand eine kleine Burg, in der sich Angehörige der Familie von Witten niederließen. Während die Familie Witten das Gerichtsrecht über die Bauerschaft in einem Umkreis ausübte, der heute etwa die Grenzen des Wittener Stadtteils Witten-Mitte darstellt, übten die Herren von Witten zu Rüdinghausen dieses Recht auf die Bauerschaften von Barop, Oespel, Marten, Kley, Kirchlinde, Westrich, Eichlinghofen, Renninghausen, Salingen sowie Annen aus. Dazu kamen noch einige Höfe, die sich in weiteren, heute zu Dortmund gehörenden Stadtteilbezirken befanden.

### 14. Jahrhundert
1326 benannte die Stiftungsurkunde der Rüdinghauser Kirche Johannes von Dortmund als Plebanus (Hauptpastor). 1398 verkauften die Herren von Witten zu Rüdinghausen einen Großteil ihres Besitzes / ihrer Bauerschaften.
Um 1389 wurde Rüdinghausen während der Dortmunder Fehde geplündert und zerstört.

### 15. Jahrhundert
Um 1412 übernahm der Pastor der Gemeinde Eichlinghofen gegen Überlassung der Gemeinderenten die Gottesdienste in der Kapelle Rüdinghausen. 1423 wurde Rüdinghausen aufgrund eines Erbfolgestreits zwischen Adolf III. und seinem Bruder Gerhard von den Städten Hamm, Unna, Kamen und Schwerte geplündert und vollkommen zerstört. Die Rüdinghauser Burg wurde danach wieder aufgebaut.

### 16. Jahrhundert
1507 wurde Hinrich von Neheim, genannt Duscher zu Rüdinghausen, erster Pfarrer der Gemeinde. Um diese Stelle zu erhalten, schloss er mit Everhardus Gulden Thalemann einen Vertrag, mit dem vermutlich bestehende kirchenrechtliche Hürden umgangen wurden. 1586 äscherten die Spanier im Truchsessischen Krieg unter Führung von Oberst La Barlotte die Burg Rüdinghausen ein. Auch diesmal wurde sie wieder aufgebaut.

### 17. Jahrhundert
1612 wurde Gerhardt Staelhövel im hohen Alter als lutherischer Prediger der Gemeinde urkundlich erwähnt. Wann genau die Gemeinde sich der Reformation anschloss, ist nicht bekannt. Während des Dreißigjährigen Kriegs wurden die Pfarreien Eichlinghofen und Rüdinghausen wieder zusammengelegt. 1655 verlor der Pastor der katholisch verbliebenen Reinoldikirche nach einem Prozess die Rechte am Messhafer, dem damaligen Kirchgeld. Gleichzeitig bestimmte Kurfürst Friedrich Wilhelm die Selbstständigkeit der Kirchengemeinde Rüdinghausen und das Recht des dortigen Pastors auf diese Einkünfte. Allerdings blieben diese Einkünfte in der Bauerngemeinde gering. Rüdinghausen galt als schlechtbezahlteste Pfarrstelle in der Grafschaft Mark. Die Pastoren mussten daher zusätzlich in weltlichen Berufen arbeiten, einer sogar als Söldner.

### 18. Jahrhundert

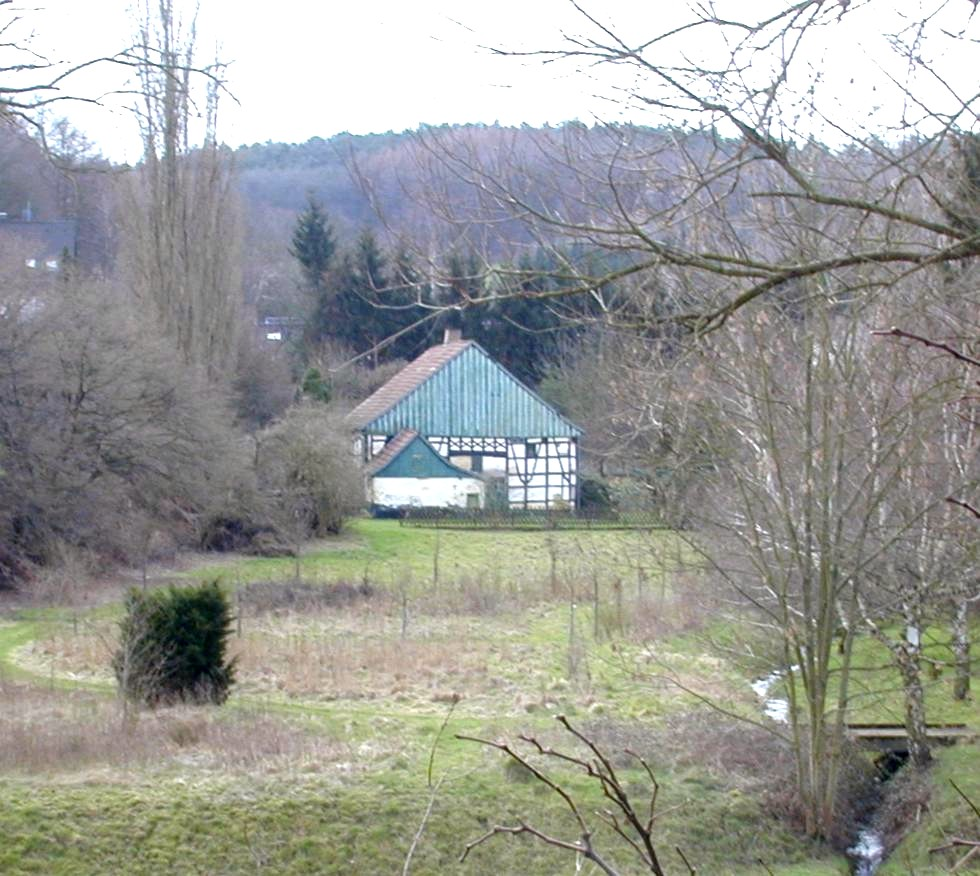
Brunebecktal mit dem Günnemann-Kotten aus dem Jahr 1788

Bis 1753 gehörte Rüdinghausen zusammen mit Persebeck und Schnee zur Bauerschaft Persebeck im Oberamt Hörde. Nach einer Neugliederung der Ämtergrenzen kam die Bauerschaft zum neu gebildeten Kreis Hörde, wobei die Gerichtsbarkeit dem Landgerichtsbezirk Unna unterstellt wurde. Im Siebenjährigen Krieg wurde auch Rüdinghausen von fouragierenden französischen Truppen immer wieder geplündert. Zwischen 1780 und 1790 wurde eine neue Kirche errichtet, die jedoch aufgrund von Baumängeln an den Grundmauern rasch verfiel.

### 19. Jahrhundert
1810, während der Besatzung der Region durch Napoleon I., wurde Rüdinghausen der neu gegründeten Bürgermeisterei von Witten zugeordnet, die ihrerseits zum neuen Kanton Hörde gehörte. 1815, nach dem Abzug der Franzosen, schied Rüdinghausen wieder aus der Bürgermeisterei aus. Ab 1874 gehörte Rüdinghausen zum damals neu gebildeten Amt Barop im Landkreis Dortmund.
1819 wurde der damalige Pastor Scherz nach über 20-jähriger Tätigkeit in eine besser bezahlte Pfarrstelle versetzt. Zu diesem Zeitpunkt waren Kirche und Pfarrhaus unbenutzbar. Unter diesen Umständen gelang es nicht, einen neuen Pfarrer für die Gemeinde zu finden. 1830 wurde nach langjährigen Schwierigkeiten neben dem alten Friedhof an der heutigen Kreisstraße ein steinernes Bethaus fertiggestellt. 1833 wurde die erste Schule des Dorfes fertiggestellt. In einem Brief vom 7. November 1838 an den Superintendenten forderte die Staatsregierung in Arnsberg die Wiederbesetzung der Pfarrstelle und verlangte die Reparatur des Pfarrhauses und die Festsetzung eines Pfarrgehalts, das der Pfarrersfamilie ein notdürftiges Auskommen sichern würde. Das Pfarrhaus wurde 1839 fertiggestellt. Mit dem Amtsantritt von Pastor Dannert endete am 23. Oktober 1840 die Pfarrvakanz.
1848 scheiterte die Errichtung eines Bahnhofs der Bergisch-Märkischen Eisenbahn-Gesellschaft am Widerstand der einheimischen Bauern. Der Bahnhof wurde daraufhin in der benachbarten Gemeinde Annen gebaut.

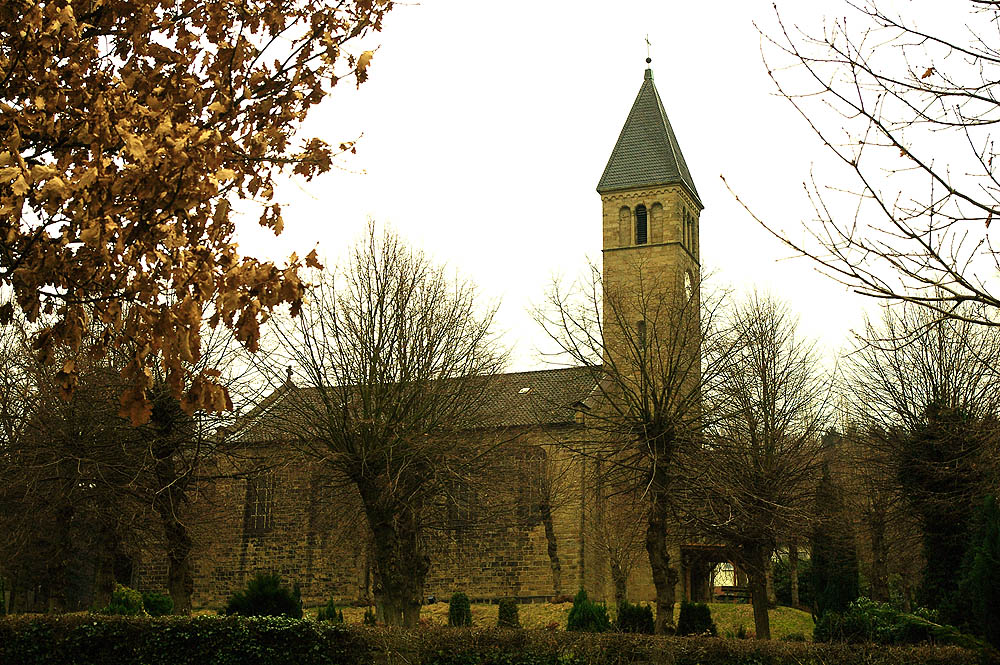
Evangelische Kirche

Infolge des aufstrebenden Bergbaus im Ardeygebirge verzehnfachte sich die Einwohnerzahl Rüdinghausens binnen einer Generation und der Bau einer größeren Kirche wurde erforderlich. Am 11. Mai 1864 wurde die von Friedrich August Stüler im neuromanischen Stil entworfene Kirche auf dem Berg geweiht. Rüdinghausen wurde eine Landgemeinde. Das Bethaus, das durch einen Dachreiter mit einem Kreuz noch als einstige Kirche zu erkennen ist, diente von da an für mehr als 120 Jahre als Gemeindehaus.
1880 wurde die Gütereisenbahn der Rheinischen Eisenbahngesellschaft, der Rheinische Esel, fertiggestellt. Auch diesmal wurde in Rüdinghausen kein Bahnhof gebaut. 1895 wurde ein steinernes Schulhaus mit vier Klassenzimmern errichtet.
1888 wurde Rüdinghausen dem Amt Kirchhörde mit Amtssitz in Hombruch im Kreis Hörde zugeordnet.

### 20. Jahrhundert
1913 wurde der Ort an die Trinkwasserversorgung angeschlossen.
Am 1. April 1922 verlor Rüdinghausen seine Selbstständigkeit und wurde ein Ortsteil der Gemeinde Annen. Mit der Eingemeindung Annens in die Stadt Witten am 1. August 1929 erlangte Rüdinghausen den Status eines Stadtteils von Witten.

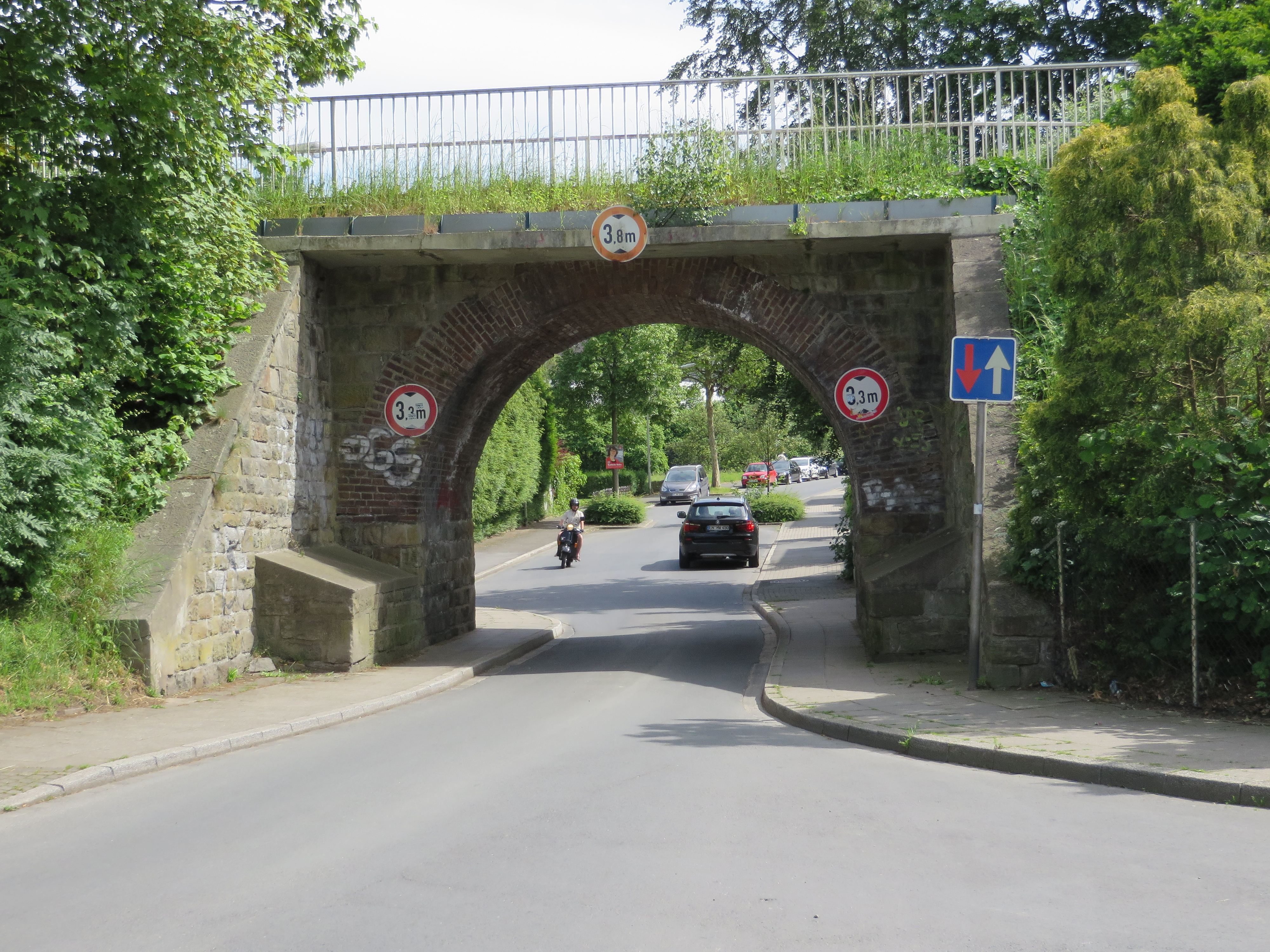
Frühere Eisenbahnüberführung des Rheinischen Esels über die Brunebecker Straße

Vermutlich seit 1949 hielt die damalige Deutsche Bundesbahn dann doch in Rüdinghausen. Auf dem Rheinischen Esel wurde ein Haltepunkt eingerichtet, der bis zur Einstellung des Personenverkehrs auf dieser Strecke im Jahr 1979 bedient wurde. Nach den Unterlagen des NRW-Bahnarchives wurde der Haltepunkt Witten-Rüdinghausen allerdings bereits 1945 eingerichtet.

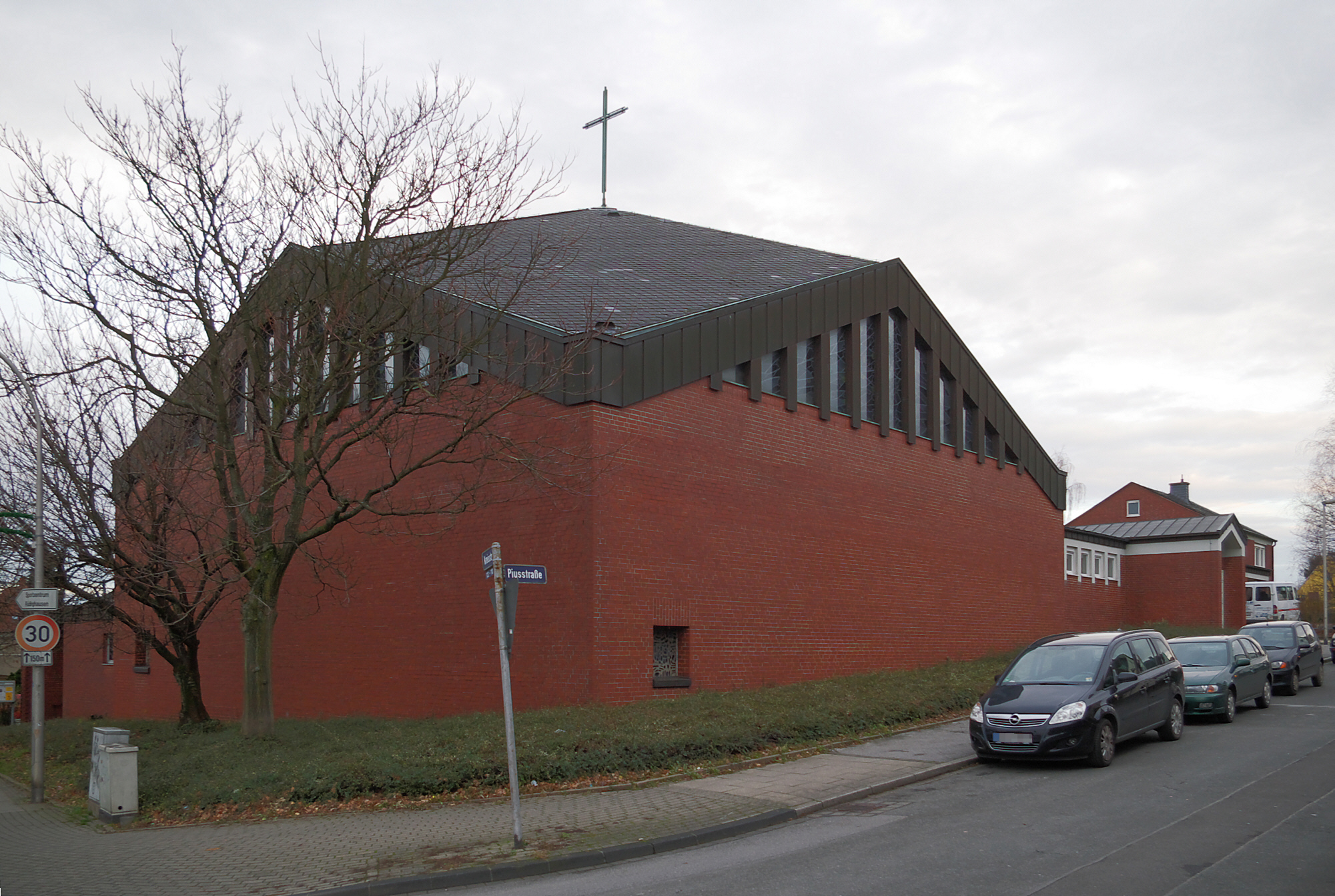
St. Pius

Ende der 1950er Jahre erwarb die katholische Kirche größere Ländereien, die sie parzelliert an ausgewählte Siedlerfamilien zu günstigen Konditionen weitergab. Damit verbunden war die Verpflichtung, sich am Bau der katholischen Kirche St. Pius zu beteiligen. Nach wenigen Jahren wurde diese 1969 abgerissen und durch ein Gemeindezentrum mit abteilbarem Sakralraum und Kindergarten an gleicher Stelle ersetzt.
In den 1960er Jahren begann die Stadt Witten, das Rüdinghauser Feld im Norden des Stadtteils als Industriegebiet zu erschließen. Im Zuge dessen wurde auch eine neue Straßenverbindung zur Stadt gebaut.
In den 1990er Jahren verkaufte die evangelische Gemeinde ihr Gemeindehaus, um mit dem Verkaufserlös einen Teil ihres neuen Gemeindezentrums zu finanzieren. Das alte Bethaus wurde zum Wohnhaus umgebaut. Ein Anbau aus den 1960er Jahren wurde abgerissen.

## Ortsteile
Rüdinghausen wird in drei „Statistische Bezirke“ eingeteilt:
- - 51 Rüdinghausen-Nord
  - 52 Rüdinghausen-Mitte
  - 53 Buchenholz

## Infrastruktur und Wirtschaft

### Verkehr

#### Schienen-, Straßenbahn- und Busverkehr
Rüdinghausen wird durch die Linien 320, 320E und 376 der BoGeStra, 448 der DSW21 sowie 373 und 564 der VER mit Busverkehr erschlossen. Die nahesten Zugänge zur S-Bahn Rhein-Ruhr sind der Bahnhof Dortmund-Kruckel und der Bahnhof Witten-Annen Nord.

#### Straßen
Rüdinghausen ist durch die Bundesautobahn 448 an das Fernstraßennetz angebunden.

### Ansässige Unternehmen
- Ostermann, Möbeleinzelhandel
- Harry-Brot Sandwichproduktionsstätte
- Wittgas[6], Hersteller von Gasmischsystemen
- Bauhaus Niederlassung (seit 2008)
- Ardex, Hersteller von Spezialwerkstoffen für das Bauhandwerk
- Volz Werkzeugmaschinenhandel, Maschinenhändler
- Scharfen Schneidmaschinen[7]
- Proserv Electronic[8]
- Amazon Paketverteilzentrum

## Freizeitgestaltung

### Regelmäßige Veranstaltungen
- Flohmarkt Ostermann – einmal monatlich, meistens am 1. Sonntag im Monat auf dem Parkplatz des Möbelhauses Ostermann A 44, Ausfahrt Witten-Annen
- Rüdinghauser Weihnachtsmarkt/Adventstag

### Kultur und Sehenswürdigkeiten
- Junger Chor Kinereth e. V.

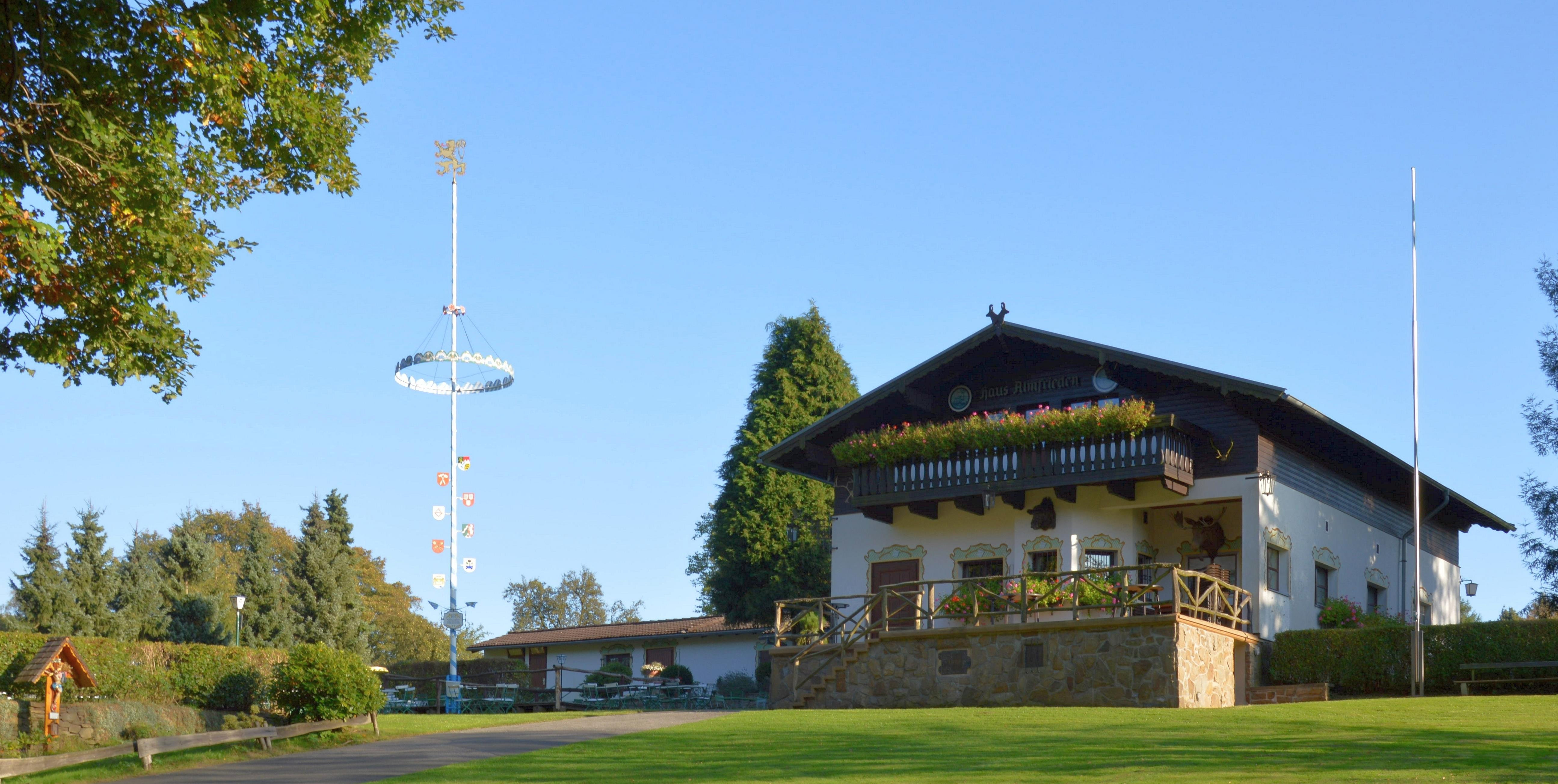
Haus Almfrieden

- Haus Almfrieden des Bayernverein Einigkeit Dortmund, bayrische Brauchtumspflege

### Vereine und Sporteinrichtungen
- Sportzentrum Tura Rüdinghausen mit Fußball, Badminton, Handball, Herzsport, Turnen, Basketball, Ballett und Tanz, Rehabilitationssport, Selbstverteidigung, Walking-Treff, Fitnessraum[9]
- Sportfreunde Schnee mit Fußball, Tischtennis, Damengymnastik, Schach[10]
- FKK-Gelände der Sport- und Naturfreunde Dortmund mit Freibad, Tennis/ Badminton, Tischtennis, Boule, Basketball & Sauna
- 1. Wittener Computer Club e. V.[11]
- Kleingartenverein Mellmausland[12]

## Persönlichkeiten
- Ernst Nolte (1923–2016), Historiker und Philosoph, in Rüdinghausen geboren[2]